# Seleção Brasileira de Handebol Masculino
Seleção Brasileira de Handebol Masculino é uma equipe sul-americana composta pelos melhores jogadores de handebol do Brasil. A equipe é mantida pela Confederação Brasileira de Handebol. 
Encontra-se na 27ª posição do ranking mundial da IHF.

## História nas Copas
Em 1992, o Brasil teve sua primeira participação no torneio olímpico de handebol, herdando a vaga da seleção de Cuba, que vencera o Brasil nas finais dos Jogos Pan-Americanos de 1991, após esta desistir.
Terminou em 12º lugar no torneio em Barcelona. O primeiro gol da história do handebol brasileiro em Jogos Olímpicos foi assinalado pelo atleta Milton Fonseca Pelissari (Miltinho 9) no jogo de estreia contra a Islândia.
A história se repetiu quatro anos depois, e nos Jogos Olímpicos de Verão de 1996, os brasileiros terminaram em 11º.
Na década de 2000, a seleção foi bicampeã dos Jogos Pan-Americanos, em  Santo Domingo 2003 e em casa no torneio do Rio 2007.
Ambos os títulos garantiram vagas nas Olimpíadas, terminando em  10º no torneio de Atenas 2004 e   11º em Pequim 2008. A tentativa do tricampeonato em Guadalajara 2011 acabou em só uma medalha de prata, com derrota para a Argentina na final. 
O tricampeonato dos Jogos Pan-Americanos veio 4 anos depois nos jogos disputados em Toronto derrotando o algoz de quatro anos antes, a Argentina, por 29 a 27.
O técnico espanhol Jordi Ribera reassumiu a equipe em meados de 2012 e teve como prioridade a convocação de atletas com pouca idade visando a renovação. 
 Como consequência, em 2013 o time embarcou para o Campeonato Mundial de Handebol Masculino de 2013 na situação oposta da  seleção feminina, reconhecida como potência emergente no handebol e com muitas jogadoras no exterior. Só dois dos 16 convocados jogavam fora do Brasil - incluindo o veterano de três mundiais Felipe Borges, que jogava na Espanha - seis estreavam em mundiais e apenas sete jogadores compunham a equipe vice-campeã em Guadalajara. 
Em 2016, no Campeonato Pan-Americano, em Buenos Aires, o Brasil bateu o Chile na final por 28 a 24 e conquistou o tricampeonato continental da modalidade.

## Competições

### Jogos Olímpicos
| Ano                                  | Fase              | Posição           | JG                | V                 | E                 | D                 | GF                | GS                | DF                |
| ------------------------------------ | ----------------- | ----------------- | ----------------- | ----------------- | ----------------- | ----------------- | ----------------- | ----------------- | ----------------- |
| 1936 Berlim                          | Não qualificou-se | Não qualificou-se | Não qualificou-se | Não qualificou-se | Não qualificou-se | Não qualificou-se | Não qualificou-se | Não qualificou-se | Não qualificou-se |
| Não houve disputas entre 1948 e 1968 |                   |                   |                   |                   |                   |                   |                   |                   |                   |
| 1972 Munique                         | Não qualificou-se | Não qualificou-se | Não qualificou-se | Não qualificou-se | Não qualificou-se | Não qualificou-se | Não qualificou-se | Não qualificou-se | Não qualificou-se |
| 1976 Montreal                        | Não qualificou-se | Não qualificou-se | Não qualificou-se | Não qualificou-se | Não qualificou-se | Não qualificou-se | Não qualificou-se | Não qualificou-se | Não qualificou-se |
| 1980 Moscou                          | Não qualificou-se | Não qualificou-se | Não qualificou-se | Não qualificou-se | Não qualificou-se | Não qualificou-se | Não qualificou-se | Não qualificou-se | Não qualificou-se |
| 1984 Los Angeles                     | Não qualificou-se | Não qualificou-se | Não qualificou-se | Não qualificou-se | Não qualificou-se | Não qualificou-se | Não qualificou-se | Não qualificou-se | Não qualificou-se |
| 1988 Seul                            | Não qualificou-se | Não qualificou-se | Não qualificou-se | Não qualificou-se | Não qualificou-se | Não qualificou-se | Não qualificou-se | Não qualificou-se | Não qualificou-se |
| 1992 Barcelona                       | Disputa 11º/12º   | 12º               | 6                 | 0                 | 0                 | 6                 | 120               | 152               | −32               |
| 1996 Atlanta                         | Disputa 11º/12º   | 11º               | 6                 | 1                 | 1                 | 4                 | 141               | 170               | −29               |
| 2000 Sydney                          | Não qualificou-se | Não qualificou-se | Não qualificou-se | Não qualificou-se | Não qualificou-se | Não qualificou-se | Não qualificou-se | Não qualificou-se | Não qualificou-se |
| 2004 Atenas                          | Disputa 9º/10º    | 10º               | 6                 | 1                 | 0                 | 5                 | 130               | 162               | −32               |
| 2008 Pequim                          | Fase de Grupos    | 11º               | 5                 | 1                 | 0                 | 4                 | 129               | 153               | −24               |
| 2012 Londres                         | Não qualificou-se | Não qualificou-se | Não qualificou-se | Não qualificou-se | Não qualificou-se | Não qualificou-se | Não qualificou-se | Não qualificou-se | Não qualificou-se |
| 2016 Rio de Janeiro                  | Quartas de Final  | 7º                | 6                 | 2                 | 1                 | 3                 | 168               | 184               | −16               |
| 2020 Tóquio                          | Fase de Grupos    | 10º               | 5                 | 1                 | 0                 | 4                 | 128               | 145               | −17               |
| 2024 Paris                           | Não qualificou-se | Não qualificou-se | Não qualificou-se | Não qualificou-se | Não qualificou-se | Não qualificou-se | Não qualificou-se | Não qualificou-se | Não qualificou-se |
| Total                                | 6/15              |                   | 34                | 6                 | 2                 | 27                | 816               | 966               | -150              |

### Campeonato Mundial
| Ano   | Fase               | Posição           | JG                | V                 | E                 | D                 | GF                | GS                | DF                |
| ----- | ------------------ | ----------------- | ----------------- | ----------------- | ----------------- | ----------------- | ----------------- | ----------------- | ----------------- |
| 1938  | Não qualificou-se  | Não qualificou-se | Não qualificou-se | Não qualificou-se | Não qualificou-se | Não qualificou-se | Não qualificou-se | Não qualificou-se | Não qualificou-se |
| 1954  | Não qualificou-se  | Não qualificou-se | Não qualificou-se | Não qualificou-se | Não qualificou-se | Não qualificou-se | Não qualificou-se | Não qualificou-se | Não qualificou-se |
| 1958  | Fase Preliminar    | 15º               | 3                 | 0                 | 0                 | 3                 | 33                | 78                | −45               |
| 1961  | Não qualificou-se  | Não qualificou-se | Não qualificou-se | Não qualificou-se | Não qualificou-se | Não qualificou-se | Não qualificou-se | Não qualificou-se | Não qualificou-se |
| 1964  | Não qualificou-se  | Não qualificou-se | Não qualificou-se | Não qualificou-se | Não qualificou-se | Não qualificou-se | Não qualificou-se | Não qualificou-se | Não qualificou-se |
| 1967  | Não qualificou-se  | Não qualificou-se | Não qualificou-se | Não qualificou-se | Não qualificou-se | Não qualificou-se | Não qualificou-se | Não qualificou-se | Não qualificou-se |
| 1970  | Não qualificou-se  | Não qualificou-se | Não qualificou-se | Não qualificou-se | Não qualificou-se | Não qualificou-se | Não qualificou-se | Não qualificou-se | Não qualificou-se |
| 1974  | Não qualificou-se  | Não qualificou-se | Não qualificou-se | Não qualificou-se | Não qualificou-se | Não qualificou-se | Não qualificou-se | Não qualificou-se | Não qualificou-se |
| 1978  | Não qualificou-se  | Não qualificou-se | Não qualificou-se | Não qualificou-se | Não qualificou-se | Não qualificou-se | Não qualificou-se | Não qualificou-se | Não qualificou-se |
| 1982  | Não qualificou-se  | Não qualificou-se | Não qualificou-se | Não qualificou-se | Não qualificou-se | Não qualificou-se | Não qualificou-se | Não qualificou-se | Não qualificou-se |
| 1986  | Não qualificou-se  | Não qualificou-se | Não qualificou-se | Não qualificou-se | Não qualificou-se | Não qualificou-se | Não qualificou-se | Não qualificou-se | Não qualificou-se |
| 1990  | Não qualificou-se  | Não qualificou-se | Não qualificou-se | Não qualificou-se | Não qualificou-se | Não qualificou-se | Não qualificou-se | Não qualificou-se | Não qualificou-se |
| 1993  | Não qualificou-se  | Não qualificou-se | Não qualificou-se | Não qualificou-se | Não qualificou-se | Não qualificou-se | Não qualificou-se | Não qualificou-se | Não qualificou-se |
| 1995  | Fase Preliminar    | 24º               | 5                 | 0                 | 0                 | 5                 | 96                | 140               | −44               |
| 1997  | Fase Preliminar    | 24º               | 5                 | 0                 | 0                 | 5                 | 65                | 132               | −67               |
| 1999  | Oitavas de Final   | 16º               | 6                 | 2                 | 0                 | 4                 | 125               | 160               | −35               |
| 2001  | Fase Preliminar    | 19º               | 5                 | 1                 | 0                 | 4                 | 108               | 124               | −16               |
| 2003  | Fase Preliminar    | 22º               | 5                 | 0                 | 1                 | 4                 | 118               | 140               | −22               |
| 2005  | Fase Preliminar    | 19º               | 5                 | 1                 | 0                 | 4                 | 104               | 146               | −42               |
| 2007  | Copa do Presidente | 19º               | 6                 | 3                 | 0                 | 3                 | 164               | 162               | 2                 |
| 2009  | Copa do Presidente | 21º               | 9                 | 3                 | 0                 | 6                 | 238               | 270               | −32               |
| 2011  | Copa do Presidente | 21º               | 7                 | 2                 | 0                 | 5                 | 196               | 211               | −15               |
| 2013  | Oitavas de Final   | 13º               | 6                 | 3                 | 0                 | 3                 | 148               | 154               | −6                |
| 2015  | Oitavas de Final   | 16º               | 6                 | 2                 | 0                 | 4                 | 171               | 169               | 2                 |
| 2017  | Oitavas de Final   | 16º               | 6                 | 2                 | 0                 | 4                 | 148               | 174               | −26               |
| 2019  | Fase Principal     | 9º                | 8                 | 5                 | 0                 | 3                 | 212               | 220               | −8                |
| 2021  | Fase Principal     | 18º               | 6                 | 1                 | 2                 | 3                 | 168               | 171               | −3                |
| 2023  | Fase Principal     | 17º               | 6                 | 2                 | 1                 | 3                 | 173               | 175               | −2                |
| 2025  | TBD                | TBD               | TBD               | TBD               | TBD               | TBD               | TBD               | TBD               | TBD               |
| 2027  | TBD                | TBD               | TBD               | TBD               | TBD               | TBD               | TBD               | TBD               | TBD               |
| 2029  | TBD                | TBD               | TBD               | TBD               | TBD               | TBD               | TBD               | TBD               | TBD               |
| 2031  | TBD                | TBD               | TBD               | TBD               | TBD               | TBD               | TBD               | TBD               | TBD               |
| Total | 16/30              |                   | 94                | 27                | 4                 | 63                | 2265              | 2626              | −361              |

### Jogos Pan-Americanos
| Ano                 | Fase          | Posição   | JG | V  | E | D  | GF   | GS   | DF  |
| ------------------- | ------------- | --------- | -- | -- | - | -- | ---- | ---- | --- |
| 1987 Indianapolis   | Disputa 3º/4º | 3º        | 5  | 3  | 0 | 2  | 122  | 114  | 8   |
| 1991 Havana         | Final         | 2º        | 5  | 2  | 0 | 3  | 114  | 104  | 10  |
| 1995 Mar del Plata  | Final         | 2º        | 6  | 4  | 0 | 2  | 171  | 116  | 55  |
| 1999 Winnipeg       | Final         | 2º        | 4  | 2  | 1 | 1  | 104  | 83   | 21  |
| 2003 Santo Domingo  | Final         | 1º        | 5  | 5  | 0 | 0  | 170  | 97   | 73  |
| 2007 Rio de Janeiro | Final         | 1º        | 5  | 5  | 0 | 0  | 157  | 96   | 61  |
| 2011 Guadalajara    | Final         | 2º        | 5  | 4  | 0 | 1  | 183  | 97   | 86  |
| 2015 Toronto        | Final         | 1º        | 5  | 5  | 0 | 0  | 183  | 104  | 79  |
| 2019 Lima           | Disputa 3º/4º | 3º        | 5  | 4  | 0 | 1  | 169  | 117  | 52  |
| 2023 Santiago       | Final         | 2º        | 5  | 4  | 0 | 1  | 182  | 126  | 56  |
| Total               | 10/10         | 3 títulos | 49 | 38 | 1 | 11 | 1545 | 1054 | 491 |

### Campeonato Pan-Americano
| Ano   | Fase           | Posição   | JG | V  | E | D  | GF   | GS   | DF   |
| ----- | -------------- | --------- | -- | -- | - | -- | ---- | ---- | ---- |
| 1980  | Fase Principal | 4º        | 5  | 2  | 1 | 2  | 90   | 92   | −2   |
| 1981  | Final          | 2º        | 4  | 2  | 0 | 2  | 106  | 113  | −7   |
| 1983  | Fase Principal | 4º        | 4  | 2  | 0 | 2  | 110  | 105  | −5   |
| 1985  | Fase Principal | 3º        | 4  | 2  | 0 | 2  | 89   | 66   | 23   |
| 1989  | Fase Principal | 2º        | 5  | 4  | 0 | 1  | 128  | 85   | 43   |
| 1994  | Fase Principal | 2º        | 6  | 5  | 0 | 1  | 145  | 67   | 78   |
| 1996  | Disputa 3º/4º  | 4º        | 5  | 2  | 0 | 3  | 132  | 95   | 37   |
| 1998  | Disputa 3º/4º  | 3º        | 7  | 5  | 0 | 2  | 215  | 148  | 67   |
| 2000  | Disputa 3º/4º  | 3º        | 5  | 4  | 0 | 1  | 183  | 85   | 98   |
| 2002  | Final          | 2º        | 5  | 3  | 0 | 2  | 143  | 86   | 57   |
| 2004  | Final          | 2º        | 5  | 4  | 0 | 1  | 147  | 72   | 75   |
| 2006  | Final          | 1º        | 5  | 5  | 0 | 0  | 183  | 104  | 79   |
| 2008  | Final          | 1º        | 4  | 4  | 0 | 0  | 124  | 80   | 62   |
| 2010  | Final          | 2º        | 5  | 4  | 0 | 1  | 160  | 115  | 47   |
| 2012  | Final          | 2º        | 5  | 4  | 0 | 1  | 174  | 94   | 110  |
| 2014  | Final          | 2º        | 5  | 4  | 0 | 1  | 169  | 102  | 67   |
| 2016  | Final          | 1º        | 7  | 7  | 0 | 0  | 265  | 122  | 143  |
| 2018  | Final          | 2º        | 7  | 6  | 0 | 1  | 251  | 149  | 102  |
| Total | 18/18          | 3 títulos | 93 | 69 | 1 | 23 | 3031 | 1795 | 1236 |

### Campeonato Sul e Centro-Americano de Handebol
| Ano   | Fase  | Posição   | JG | V  | E | D | GF  | GS  | DF  |
| ----- | ----- | --------- | -- | -- | - | - | --- | --- | --- |
| 2020  | Final | 2º        | 5  | 4  | 0 | 1 | 210 | 87  | 123 |
| 2022  | Final | 1º        | 5  | 5  | 0 | 0 | 194 | 91  | 103 |
| 2024  | Final | 1º        | 5  | 5  | 0 | 0 | 207 | 103 | 104 |
| Total | 3/3   | 2 títulos | 15 | 14 | 0 | 1 | 611 | 281 | 330 |

### Outras Competições
| Campeonato Sul-Americano   |                   |                   |                   |                   |                   |                   |                   |                   |                   |
| Ano                        | Fase              | Posição           | JG                | V                 | E                 | D                 | GF                | GS                | DF                |
| 2002 São Bernardo do Campo | Final             | 2º                | 5                 | 3                 | 0                 | 2                 | 138               | 76                | 62                |
| 2006 Mar del Plata         | Não qualificou-se | Não qualificou-se | Não qualificou-se | Não qualificou-se | Não qualificou-se | Não qualificou-se | Não qualificou-se | Não qualificou-se | Não qualificou-se |
| 2010 Medellin              | Fase Principal    | 1º                | 4                 | 4                 | 0                 | 0                 | 146               | 90                | 56                |
| 2014 Santiago              | Final             | 1º                | 5                 | 5                 | 0                 | 0                 | 172               | 97                | 75                |
| 2018 Cochabamba            | Final             | 1º                | 5                 | 5                 | 0                 | 0                 | 210               | 96                | 114               |
| 2022 Assunção              | Não qualificou-se | Não qualificou-se | Não qualificou-se | Não qualificou-se | Não qualificou-se | Não qualificou-se | Não qualificou-se | Não qualificou-se | Não qualificou-se |
| Total                      | 4/6               | 3 títulos         | 19                | 17                | 0                 | 2                 | 666               | 359               | 307               |

| Torneio Pré-Olímpico Mundial Masculino |                   |         |    |   |   |   |     |     |     |
| Ano                                    | Fase              | Posição | JG | V | E | D | GF  | GS  | DF  |
| 2012                                   | Não qualificou-se | 3º      | 3  | 1 | 0 | 2 | 75  | 81  | −6  |
| 2021                                   | Qualificado       | 2º      | 3  | 2 | 0 | 1 | 76  | 80  | −4  |
| 2024                                   | Não qualificou-se | 3º      | 3  | 1 | 0 | 2 | 77  | 79  | −2  |
| Total                                  | 1/3               |         | 9  | 4 | 0 | 5 | 228 | 240 | −12 |

- 2014 Four Nations Tournament –
- 2015 International Handball Tournament of Poland –
- 2015 Four Nations Tournament –
- 2015 Handball Super Cup –
- 2016 International Tournament of Spain –
- 2016 Qatar International Handball Tournament –
- 2016 Four Nations Tournament –
- 2017 Yellow Cup –
- 2017 Four Nations Tournament –
- 2019 Gjensidige Cup –
- 2022 Four Nations Cup – 4º
- 2023 Gjensidige Cup –

## Elenco Atual
Convocados para integrar a seleção brasileira de handebol masculino no Campeonato Mundial de Handebol Masculino de 2013